# Hugo Blanco, Río Profundo
Hugo Blanco, Río Profundo es una película documental peruana de 2019 dirigida por la cusqueña Malena Martínez Cabrera.

## Sinopsis
El documental es un retrato en dos partes del personaje político peruano de la década de 1960 Hugo Blanco, relacionado con la lucha campesina por la reforma agraria.
Se mencionan episodios de su vida, como el asalto a un cuartel de la Guardia Civil en Quillabamba, su juicio, su posterior actividad como diputado y editor, y en especial su actividad contemporánea y sus opiniones actuales. La película también aborda, mediante entrevistas a testigos, el impacto de la violencia del grupo terrorista maoísta Sendero Luminoso, sobre todo en la población rural, así como el impacto de la violencia interna en la aceptación de la población peruana a las posiciones de la izquierda.

## Producción
La directora, radicada en Austria, conoció a Hugo Blanco en 2000 mientras trabajaba cubriendo un congreso de campesinos en el que el exguerrillero participaba. En 2014 realizó un primer cortometraje sobre Blanco, Hugo Blanco y el periódico Lucha Indígena. Posteriormente, en 2017, realizó un segundo corto, Cinco trotskistas y Hugo Blanco, con material no utilizado en Hugo Blanco, Río Profundo.
Fue financiada con fondos de la Cancillería Federal de Austria y producido por Cerro Azul Films S.A.C.

## Lanzamiento y recepción
La película documental fue estrenada en Praga durante el Festival Internacional de Cine Documental de Derechos Humanos One World.
En 2019 la película ganó un fondo concursable del Ministerio de Cultura del Perú, cuyo premio fue S/119 322 para financiar su distribución en cineclubes, microcines, teatros municipales o universitarios, colegios, centros culturales, y otros espacios por todo el Perú. La producción decidió realizar una convocatoria para la exhibición en espacios públicos a la cual podían acudir asociaciones, colectivos y autoridades municipales.El primer lugar de estreno fue en la provincia de La Convención (Cusco), con 5 proyecciones a las que concurrieron 1700 personas. Hasta enero de 2020, fue estrenada en 23 departamentos (regiones) del país.
A raíz del premio obtenido por el Ministerio peruano, tanto el órgano público como la producción de la película han recibido críticas negativas por parte de sectores conservadores del país, alegando que la película ensalza la figura de Hugo Blanco y que es una apología del terrorismo. En este tenor, en junio de 2020 algunos ex almirantes y ex generales de las Fuerzas Armadas que ejercieron cargos dentro del ejecutivo peruano y antiguos miembros del Comando Conjunto de las FF.AA., la Asociación de Oficiales Generales y Almirantes del Perú, y la Asociación de Oficiales Generales de la Policía Nacional del Perú emitieron sendos comunicados rechazando la difusión de la película.
Sin embargo, otras posiciones contradicen dichos alegatos. Por su lado, los historiadores Nelson Manrique y Wilfredo Kapsoli defienden la divulgación del documental y la necesidad de juzgar los hechos desde su contexto temporal y la producción desde una perspectiva artística.
En ese sentido, en 2021 el film fue parte del Foco Perú del Festival de Cine Latinoamericano de Biarritz (Francia), un programa que invitaba a repensar el Perú en el marco del Bicentenario de su independencia. Nicolás Azalbert, crítico de cine y programador del Festival, presentó el documental con este texto: "La confusión que persiste en la mente de la gente entre luchas campesinas, guerrilleras y luchas terroristas libradas en el Perú a partir de los años sesenta está en el origen de la amalgama que identifica a Hugo Blanco como una de las figuras de la lucha terrorista. El retrato que le dedica Malena Martínez Cabrera tiene la virtud principal de disociar estos diferentes movimientos revolucionarios y de redefinir los combates que fueron los de Hugo Blanco: estudiante proletario trotskista en Argentina, actor de la primera reforma agraria en Perú, miembro de la Confederación campesina, primer líder campesino en sentarse en el Congreso y activista incansable por la causa indígena. La película, construida en dos partes, abraza el pensamiento dialéctico de su personaje para resaltar toda su coherencia y unir generaciones. La lucha por las tierras se ha convertido con el tiempo en una lucha por la Tierra. Pero las armas siguen siendo las mismas: la autoridad del colectivo más que la del individuo, la autodefensa más que el terrorismo".

## Premios, nominaciones y festivales
El documental ha sido presentado en festivales de 13 países: Perú, Chile, Uruguay, Bolivia, Argentina, México, Francia, Austria, Alemania, Suecia, Suiza, Grecia y República Checa. Los festivales fueron AricaNativa - Festival de películas nativas (Chile, 2019), FIDBA Festival Internacional de Cine Documental de Buenos Aires (Argentina, 2019), ImagineNATIVE (Toronto, Canadá, 2019), Festival Internacional de Cine Documental de Derechos Humanos One World (Praga, República Checa, 2019), Cinélatino. 31es Rencontres de Toulouse (Francia, 2019), 4th Beyond Borders International Documentary Festival (Grecia, 2019), LASA Film Festival of the Latin American Studies Association (México, 2020), XVI Festival internacional de Cine de Derechos Humanos (Sucre, Bolivia, 2020), Festival de Cine Latinamerika (Malmö, Suecia, 2020), Festival Biarritz Amérique Latine (Francia, 2021), CineLatino (Alemania, 2021), Lateinamerika Filmfestival (Salzburg, Austria, 2022), Festival Hispanorama (St. Maximim Aix-en-Provence, Francia, 2022) y Festival de Cinéma Péruvien (París, Francia, 2022).
Dentro de Perú, el documental se ha presentado en Festival Latinoamericano de Cine Hecho por Mujeres (2019), Festival Nacional de Huánuco FENACI (Huánuco, 2019), 23 Festival de Cine de Lima (Lima, 2019), Festival Corriente. Encuentro Latinoamericano de Cine de No-Ficción (Arequipa, 2019),  V Semana del Cine de la Universidad de Lima (Lima, 2019). 
| Año  | Lugar                                                                           | País            | Categoría/Sección                                       | Resultado | Notas         |
| ---- | ------------------------------------------------------------------------------- | --------------- | ------------------------------------------------------- | --------- | ------------- |
| 2020 | XVII Festival Internacional de Cine de Derechos Humanos de Sucre                | Bolivia         | Premio Pukañawi, mención especial "Ojo Latinoamericano" | Ganador   |               |
| 2019 | Festival Internacional de Cine Documental de Uruguay (Montevideo)               | Uruguay         | Premio al Mejor Documental Internacional                | Ganador   | [ 7 ]         |
| 2019 | Festival Nacional de Huánuco                                                    | Perú            | Mejor largometraje documental                           | Ganador   |               |
| 2019 | Festival Internacional de Cine Documental de Derechos Humanos One World (Praga) | República Checa | Competencia internacional                               | Nominado  | [ 7 ]         |
| 2019 | Festival de Cine de Lima (Lima)                                                 | Perú            | Premio del Público                                      | Nominado  | [ 18 ] [ 19 ] |
| 2019 | Visions du réel (Nyon)                                                          | Suiza           | Estreno en Suiza                                        |           | [ 20 ]        |
| 2019 | Festival Internacional de Cine Documental de Buenos Aires (Buenos Aires)        | Argentina       | Competencia internacional                               | Nominado  | [ 21 ]        |

- ImagineNATIVE (Canadá)[7]
- Cinélatino. 31es Rencontres de Toulouse (Francia)
- LASA Film Festival de la Asociación de Estudios Latinoamericanos[22]
- International Human Rights Film Festival This Human World (Austria)[22]